# João do Rio
João do Rio, pseudonyme de João Paulo Alberto Coelho Barreto, né le 5 août 1881 à Rio de Janeiro et mort le 23 juin 1921 dans la même ville, est un journaliste et traducteur brésilien.

## Biographie
João Paulo Alberto Coelho Barreto naît le 5 août 1881 à Rio de Janeiro. Il est le fils du mathématicien positiviste Alfredo Coelho Barreto et de la femme au foyer Florência Cristóvão dos Santos Barreto. Paulo Barreto étudie au Colégio de São Bento et, à l'âge de quinze ans, il passe l'examen d'entrée au célèbre Ginasio Nacional (aujourd'hui Colégio Pedro II).
À 16 ans, il rejoint la presse. En 1902, José Maria da Silva Paranhos Júnior, ministre des affaires étrangères, décide de recruter de jeunes diplomates intelligents, cultivés et parlant français. Paulo Barreto pose sa candidature mais il échoue car, s'il a les qualités intellectuelles pour remplir cette fonction, il ne répond pas aux critères de bonne présentation et moralité. À l'âge de 29 ans, il est élu à l'Académie brésilienne des lettres. Il est considéré comme un des pionniers du journalisme brésilien moderne.
Dans son livre intitulé As Religiões no Rio (pt) (Les religions à Rio), il réunit des chroniques où on trouve les premières informations sur les cultes d'origine africaine à Rio de Janeiro.
Fervent admirateur d'Oscar Wilde, en 1908 il traduit sa pièce Salomé en portugais,.
Il meurt le 23 juin 1921 dans sa ville natale.